# 亚内兹·波伦塔
亚内兹·波伦塔（1896年6月3日—1942年6月13日），斯洛文尼亚男子体操运动员。他曾代表南斯拉夫参加1924年和1928年夏季奥林匹克运动会体操比赛，其中1928年奥运会获得一枚铜牌。